# Manuel María Guerrero
Manuel María Guerrero (Manilla, 8 januari 1877 - 4 januari 1919) was een Filipijns kinderarts.

## Biografie
Manuel María Guerrero werd geboren op 8 januari 1877 in Ermita in de Filipijnse hoofdstad Manilla. Hij was het vijfde van negen kinderen van kunstschilder Lorenzo María Guerrero en Clemencia Ramirez. Zijn oudere broer Fernando María Guerrero was een van de meest vooraanstaande Spaanstalige dichters van de Filipijnen. Nadat zijn moeder overleed toen Manuel negen jaar oud was werd hij verder opgevoed door twee tantes. 
Na het voltooien van een bachelor-opleiding aan de Ateneo de Manila in maart 1984 begon Manuel Guerrero met een studie aan de University of Santo Tomas (UST), aan dezelfde faculteit waar ook zijn oom Leon Maria Guerrero werkzaam was als hoogleraar botanie. De uitbraak van de Filipijnse revolutie in 1896 onderbrak zijn studie echter. Hoewel hij niet actief deelnam aan de revolutie schreef hij wel voor La Republica en La independencia gedurende de strijd tegen de Spanjaarden en voor La Patria en Weekly Manila tijdens de Filipijns-Amerikaanse Oorlog. Toen de strijd tegen de Amerikanen grotendeels gestreden was continueerde hij zijn studie aan de UST en studeerde er in februari 1902 af met een licenciado en medicina y cirujía. 
Later dat jaar werd hij ingezet als dokter in Ermita om mee te helpen bij de bestrijding van de cholera-epidemie dat dat jaar de Filipijnen teisterde. Deze epidemie zorgde voor veel slachtoffers, waaronder de vooraanstaande Filipijnse revolutionair Apolinario Mabini. In 1903 werd hij aangesteld als hoogleraar pathologie aan de UST. Vanaf 1904 concentreerde Guerrero zich op onderzoek naar de ziekte beriberi, die in die tijd voor veel sterfte zorgde onder zuigelingen in de Filipijnen. In 1910 publiceerde hij in een artikel in het wetenschappelijke tijdschrift Revista de Filipina Medicina y Farmacia de resultaten van zijn studie naar de effecten van de melk van moeders met beriberi op harten van kikkers. Hoewel het artikel in eerste instantie sceptisch ontvangen werd, bleek het later het begin van verder onderzoek, wat resulteerde in meer kennis van de oorzaken van beriberi bij zuigelingen. 
Manuel María Guerrero overleed in 1919, enkele dagen voor zijn 42e verjaardag, aan leverkanker. Guerrero was getrouwd met Elisa Ocampo en kreeg met haar acht kinderen: Clemencia, Renato, Edmundo, Wilfrido, Lorenzo, Manuel, Imelda en Benjamin. Zoon Wilfrido Maria Guerrero werd toneelschrijver en nationaal kunstenaar van de Filipijnen.